# Simulium copleyi
Simulium copleyi är en tvåvingeart som beskrevs av Gibbins 1941. Simulium copleyi ingår i släktet Simulium och familjen knott. Inga underarter finns listade i Catalogue of Life.